# Кріс Вайлдер
Кріс Вайлдер (англ. Chris Wilder, нар. 23 вересня 1967, Стоксбридж) — англійський футболіст, що грав на позиції захисника. По завершенні ігрової кар'єри — тренер.

## Ігрова кар'єра
Народився 23 вересня 1967 року в місті Стоксбридж. Вихованець футбольної школи клубу «Саутгемптон».
У дорослому футболі дебютував 1986 року виступами за команду «Шеффілд Юнайтед», у якій протягом шести сезонів взяв участь у 93 матчах чемпіонату. Також протягом цього періоду кар'єри грав на умовах оренди за «Волсолл», «Чарльтон Атлетик» та «Лейтон Орієнт».
1992 року приєднався до третьолігового «Ротергем Юнайтед». Відіграв за команду з Ротергема наступні три з половиною сезони своєї ігрової кар'єри, маючи статус основного гравця оборони команди. На початку 1996 року перейшов до «Ноттс Каунті», який також змагався у Другому дивізіоні Футбольної ліги, а за рік став гравцем «Бредфорд Сіті», команди другого за силою англійського дивізіону.
1998 року повернувся до «Шеффілд Юнайтед», в якому починав ігрову кар'єру, проте постійного місця у складі команди не отримав і віддавався в оренду до «Нортгемптон Таун» і «Лінкольн Сіті».
Завершував ігрову кар'єру у Третьому дивізіоні Футбольної ліги, де протягом 1999—2001 років грав за «Брайтон енд Гоув» та «Галіфакс Таун».

## Кар'єра тренера
Розпочав тренерську кар'єру відразу ж по завершенні кар'єри гравця, 2001 року, очоливши тренерський штаб команди «Альфретон Таун», що змагалася в одній з регіональних англійських ліг.
Здобувши відразу декілька трофеїв протягом першого сезону тренерської роботи, був запрошений очолити команду «Галіфакс Таун» з п'ятого англійського дивізіону, яку тренував з 2002 року і до її розпуску у 2008.
Того ж 2008 року очолив команду «Оксфорд Юнайтед», іншого представника п'ятого дивізіону, яку невдовзі вивів до Другої футбольної ліги (четвертого дивізіону) і яку тренував до 2014. Протягом 2014–2016 років працював з «Нортгемптон Таун», також у четвертому дивізіоні.
У травні 2016 року очолив тренерський штаб «Шеффілд Юнайтед», команди, з якою була пов'язана значна частина його ігрової кар'єри і яка на той час змагалася у Першій футбольній лізі, третьому дивізіоні англійського футболу. За результатами першого повного сезону роботи з командою вивів її до Чемпіоншипу, а ще за два роки, у 2019, очолювана Вайлдером команда здобула право участі у Прем'єр-лізі, найвищому англійському дивізіоні. Повернувшись до еліти англійського футболу уперше із сезону 2006/07, «Шеффілд Юнайтед» у сезоні 2019/20 відразу фінішував у верхній частині турнірної таблиці, посівши дев'яте місце.
13 березня 2021 року Вайлдер залишив клуб через погані результати. Команда на той момент набрала 14 очок в 28 іграх.